# Orsedes
Orsedes is een bestuurslaag in het regentschap Nias Selatan van de provincie Noord-Sumatra, Indonesië. Orsedes telt 1039 inwoners (volkstelling 2010).